# Az Amerikai Virgin-szigetek a 2024. évi nyári olimpiai játékokon
Az Amerikai Virgin-szigetek a franciaországi Párizsban megrendezett 2024. évi nyári olimpiai játékok egyik részt vevő nemzete volt. Az országot az olimpián 4 sportágban 5 sportoló képviselte, akik érmet nem szereztek.

## Atlétika
Férfi
| Versenyző      | Versenyszám | Döntő         | Döntő         |
| Versenyző      | Versenyszám | Idő           | Helyezés      |
| -------------- | ----------- | ------------- | ------------- |
| Eduardo Garcia | Maraton     | nem ért célba | nem ért célba |

## Íjászat
Férfi
| Versenyző        | Versenyszám | Selejtező | Selejtező | 64-es főtábla                   | 32-es főtábla     | Nyolcaddöntő      | Negyeddöntő       | Elődöntő          | Döntő             | Helyezés |
| Versenyző        | Versenyszám | Pont      | Kiemelés  | Ellenfél Eredmény               | Ellenfél Eredmény | Ellenfél Eredmény | Ellenfél Eredmény | Ellenfél Eredmény | Ellenfél Eredmény | Helyezés |
| ---------------- | ----------- | --------- | --------- | ------------------------------- | ----------------- | ----------------- | ----------------- | ----------------- | ----------------- | -------- |
| Nicholas D'Amour | Egyéni      | 673       | 16.       | Szaitó Fumija (JPN) (49.) · 4–6 | kiesett           | kiesett           | kiesett           | kiesett           | kiesett           | 33.      |

## Úszás
Férfi
| Versenyző          | Versenyszám | Előfutam | Előfutam | Előfutam | Elődöntő | Elődöntő | Elődöntő | Döntő   | Döntő    |         |
| Versenyző          | Versenyszám | Idő      | Hely.    | Össz.    | Idő      | Hely.    | Össz.    | Idő     | Helyezés |         |
| ------------------ | ----------- | -------- | -------- | -------- | -------- | -------- | -------- | ------- | -------- | ------- |
| Maximillian Wilson | 100 m hát   | 54,49    | 1.       | 27.      | kiesett  | kiesett  | kiesett  | kiesett | kiesett  | kiesett |

Női
| Versenyző       | Versenyszám | Előfutam | Előfutam | Előfutam | Döntő   | Döntő    |
| Versenyző       | Versenyszám | Idő      | Hely.    | Össz.    | Idő     | Helyezés |
| --------------- | ----------- | -------- | -------- | -------- | ------- | -------- |
| Natalia Kuipers | 400 m gyors | 4:33,46  | 4.       | 20.      | kiesett | kiesett  |

## Vívás
Férfi
| Versenyző     | Versenyszám | Selejtező                  | 32-es főtábla     | Nyolcaddöntő      | Negyeddöntő       | Elődöntő          | Bronz- mérkőzés   | Döntő             | Helyezés |
| Versenyző     | Versenyszám | Ellenfél Eredmény          | Ellenfél Eredmény | Ellenfél Eredmény | Ellenfél Eredmény | Ellenfél Eredmény | Ellenfél Eredmény | Ellenfél Eredmény | Helyezés |
| ------------- | ----------- | -------------------------- | ----------------- | ----------------- | ----------------- | ----------------- | ----------------- | ----------------- | -------- |
| Kruz Schembri | Tőr, egyéni | Blake Broszus (CAN) · 8–15 | kiesett           | kiesett           | kiesett           | kiesett           | kiesett           | kiesett           | 35.      |